# دریک
اوبری درِیک گراهام (انگلیسی: Aubrey Drake Graham؛ زادهٔ ۲۴ اکتبر ۱۹۸۶) که به صورت حرفه‌ای با نام دریک (به انگلیسی: Drake) شناخته می‌شود، رپر و خواننده کانادایی است. دریک یکی از چهره‌های تأثیرگذار در موسیقی عامه‌پسند معاصر است و به دلیل سبک منحصر به فرد خود در ژانرهای موسیقی آراندبی و هیپ هاپ شناخته شده‌است. او در سال ۲۰۰۶، پیش از منتشر کردن اولین میکس‌تیپ خود، و سپس دنبال کردن حرفه موسیقی با یانگ مانی انترتینمنت، با ایفای نقش در سریال دگراسی: نسل بعدی (۲۰۰۸–۲۰۰۱) شناخته شده بود.
سه آلبوم اول دریک، بعدا ازم تشکر کن (۲۰۱۰)، مراقبت (۲۰۱۱) و هیچ‌چیز همان نبود (۲۰۱۳)، همگی موفقیت‌های مهمی بودند که او را برای تبدیل شدن به یکی از چهره‌های هیپ هاپ سوق دادند. چهارمین آلبوم او، نماها (۲۰۱۶)، شامل سبک دنس‌هال بود و به مدت ۱۳ هفته نامتوالی در صدر جدول موسیقی بیلبورد ۲۰۰ ایستاد. این اولین آلبوم از یک هنرمند مرد در بیش از یک دهه است که به این موفقیت دست یافت. تک‌آهنگ‌های پرطرفدار جهانی «هات‌لاین بلینگ» و «وان دنس» از این آلبوم، به محبوبیت افروبیتس، یک اصطلاح موسیقی برای توصیف موسیقی عامه پسند غرب آفریقا، در سراسر جهان نسبت داده شد. در سال ۲۰۱۸، دریک، آلبوم عقرب را منتشر کرد که شامل تک‌آهنگ‌های شماره یک بیلبورد هات ۱۰۰، «تدبیر خدا»، «نایس فور وات» و «در احساسات من» بود. ۹ آهنگ از ششمین آلبوم موردانتظار دریک، «سرتیفاید لاور بوی» (۲۰۲۱)، در هات ۱۰۰ در تاپ تن هیتس قرار گرفتند. در سال ۲۰۲۲، دریک آلبوم الهام‌گرفته از موسیقی هاوس را به نام هانستلی، نِورمایند و آلبوم مشترکی را با ۲۱ سویج به نام هر لاس منتشر کرد. هشتمین آلبوم او فور آل د داگز (۲۰۲۳) با موفقیت دو تک‌آهنگ شماره یک، دریک را در جایگاه «بیشترین تک‌آهنگ‌های شماره یک توسط یک هنرمند انفرادی مرد» با پشت سر گذاشتن مایکل جکسون قرار داد.
دریک در سال ۲۰۱۲ شرکت نشر موسیقی اووو ساند را با همکار قدیمی‌اش، ۴۰، تأسیس کرد. او به عنوان یک کارآفرین فعالیت‌های زیادی را داشته‌است. همکاری با تیم بسکتبال تورنتو رپترز، و به دست آوردن بخشی از مالکیت باشگاه فوتبال آ.ث. میلان، از جمله فعالیت‌های او در حوزه کسب و کار است.
در میان پرفروش‌ترین هنرمندان موسیقی، دریک بیشترین تک‌آهنگ دیجیتال فروخته شده در ایالات متحده را به ثبت رسانده‌است. او برنده پنج جایزه گرمی، شش جایزه موسیقی آمریکا، رکورد ۳۴ جایزه در جوایز موسیقی بیلبورد، دو جایزه بریت و سه جایزه جونو شده‌است. دریک، ۱۳ نامبر وان در بیلبورد هات ۱۰۰ دارد (۱۴ تا با احتساب «سیکو مود»)، و در هات ۱۰۰ رکوردهای بیشتری از جمله بیشترین تاپ تن سینگل (۷۶)، بیشترین آهنگ در جدول (۳۲۱)، بیشترین دبیو در هات ۱۰۰ در یک هفته (۲۲)، و بیشترین زمان حضور مداوم در هات ۱۰۰ (۴۳۱ هفته) را به ثبت رسانده‌است. او همچنین بیشترین تک‌آهنگ نامبر وان را در چارت‌های ایرپلی آراندبی/هیپ-هاپ، ترانه‌های داغ آراندبی/هیپ-هاپ، ترانه‌های داغ رپ و جدول ریتمیک دارد.

## آغاز زندگی
اوبری دریک گراهام در ۲۴ اکتبر ۱۹۸۶ در تورنتو، انتاریو به دنیا آمد. پدرش، دنیس گراهام، یک درامر آفریقایی-آمریکایی اهل ممفیس است که زمانی با موسیقی‌دان جری لی لوئیس اجرا می‌کرد. مادرش، ساندرا «ساندی» گراهام (که نام خانوادگی‌اش پیش از ازدواج شِیر بود)، یک یهودی اشکنازی کانادایی است که به عنوان آموزگار زبان انگلیسی و گلفروش مشغول به کار بود. دنیس گراهام در تورنتو به اجرا می‌پرداخت و با ساندرا که در آن‌جا حضور داشت آشنا شد. دریک تابعیت دوگانهٔ ایالات متحده و کانادا دارد که تابعیت آمریکایی‌اش را از پدرش گرفته است. او در جوانی به یک مدرسهٔ روزانه یهودی می‌رفت و بر میتصوا گرفت.
هنگامی که دریک پنج ساله بود، پدر و مادرش طلاق گرفتند. پس از طلاق، او و مادرش در تورنتو ماندند. پدرش به ممفیس بازگشت و چندین سال به اتهامات مربوط به مواد مخدر در زندان بود. مشکلات مالی و حقوقی محدود گراهام باعث شد او تا اوایل بزرگسالی دریک در ایالات متحده بماند. پیش از دستگیری، گراهام به تورنتو سفر می‌کرد و دریک را هر تابستان به ممفیس می‌آورد. گراهام در مصاحبه‌ای ادعا کرد که اظهارات دریک مبنی بر غایب بودن او، اغراق‌آموز بود و به‌خاطر فروش موسیقی‌اش گفته شده استاما دریک قاطعانه اظهارات پدرش را رد می‌کند.
دریک در دو محله بزرگ شد. او تا کلاس ششم در جاده وستون در بخش غربی جامعهٔ طبقه کارگر تورنتو زندگی کرد و تا کلاس چهارم در مدرسه عمومی وستون مموریال جونیور شرکت کرد و با تیم رد وینگ هاکی روی یخ بازی کرد. دریک در پست وینگر راست بازی می‌کرد و امیدوارکننده بود. او به اردوی هاکی کالج کانادا می‌رسید، اما به دستور مادرش به دنبال تخلفی که در بازی رخ داد، آنجا را ترک کرد. او در سال ۲۰۰۰ به یکی از محله‌های مرفه شهر به نام فارست هیل نقل مکان کرد. هنگامی که از دریک در مورد این نقل مکان پرسیده شد، دریک پاسخ داد: «[ما] نیمی از خانه‌ای را داشتیم که می‌توانستیم در آن زندگی کنیم. بقیه مردم نیمه بالایی را داشتند، ما نیمه پایینی را. من در زیرزمین زندگی می‌کردم، مادرم در طبقهٔ همکف زندگی می‌کرد. آن خانه بزرگ و لاکچری نبود، چیزی بود که از عهده مخارج آن برمی‌آمدیم.»
او برای دبیرستان در مؤسسه کالجی فارست هیل شرکت کرد، و در آکادمی وان رود در محله چند فرهنگی اوک وود ویلیج تورنتو شرکت کرد. دریک آکادمی وان رود را «به هیچ وجه راحت‌ترین مدرسه برای رفتن نیست" توصیف کرد. دریک سال‌های نوجوانی خود را به کار در یک کارخانه مبلمان در تورنتو که اکنون تعطیل شده و متعلق به پدربزرگ مادری‌اش است، گذراند. دریک گفته که در مدرسه به دلیل پیشینهٔ نژادی و مذهبی خود مورد آزار و اذیت قرار گرفته است، و پس از تشخیص اینکه برنامه کلاسی او برای حرفه بازیگری رو به رشد او مضر است، مدرسه را رها کرد. او در اکتبر ۲۰۱۲ دیپلم دبیرستان خود را دریافت کرد.

## زندگی شخصی

### خانواده و رابطه‌ها
موسیقی‌دانان لری گراهام و تینی هاجز عموهای دریک هستند. گراهام یکی از اعضای اسلای اند د فمیلی استون بود و هاجز در ترانه‌هایی برای ال گرین مشارکت داشت.
دریک بین سال‌های ۲۰۰۸ و ۲۰۰۹ با سیزا در رابطه بود. او همچنین از سال ۲۰۰۹ تا ۲۰۱۶ با ریانا در رابطه‌ای هر از چند گاهی بود. او در هر یک از آلبوم‌های استودیویی خود به این رابطه اشاره کرده است، و هنگام اهدای جایزه پیشگام ویدئو مایکل جکسون به ریانا در سال ۲۰۱۶، گفت: «او زنی است که از ۲۲ سالگی عاشق او بودم.» او در مصاحبه‌ای با د شاپ گفت که زمانی علاقه داشته با ریانا خانواده تشکیل دهد.
دریک پدر پسری به نام آدونیس است که در ۱۱ اکتبر ۲۰۱۷ از نقاش فرانسوی و مدل سابق سوفی بروسو به دنیا آمد. حاملگی بروسو پس از نمابش در مقالهٔ تی‌ام‌زد در اوایل سال ۲۰۱۷ سوژهٔ چندین شایعه بود. پس از اینکه ماهیت رابطه این دو در ترانهٔ «The Story of Adidon» از پوشا تی مورد بحث قرار گرفت، دریک پدر بودن خود را در آلبوم عقرب (۲۰۱۸) تأیید کرد. کندریک لمار در دیس ترک «Meet the Grahams» اظهار داشت دریک دختر دیگری دارد که در مورد آن صحبتی نکرده بود. با این حال، این مورد تأیید نشده است و بلافاصله پس از انتشار دیس ترک توسط دریک تکذیب شد.

## فیلم‌شناسی

### فیلم
| سال  | فیلم                        | نقش              | توضیحات  |
| ---- | --------------------------- | ---------------- | -------- |
| ۲۰۰۷ | چارلی بارتلت                | A/V Jones        | نقش جزئی |
| ۲۰۱۲ | عصر یخبندان: رانش قاره‌ای    | Ethan            | صداپیشگی |
| ۲۰۱۳ | گوینده ۲: افسانه ادامه دارد | Ron Burgundy fan | کمیو     |

### تلویزیون
| سال        | عنوان            | نقش                 | توضیحات            |
| ---------- | ---------------- | ------------------- | ------------------ |
| ۲۰۰۱–۲۰۰۸  | دگراسی: نسل بعدی | جیمز «جیمی» بروکس   | نقش اصلی؛ ۱۰۰ قسمت |
| ۲۰۱۱       | پخش زنده شنبه شب | خودش (مهمان)        | یک قسمت            |
| ۲۰۱۲       | پانکد            | خودش                | یک قسمت            |
| ۲۰۱۴, ۲۰۱۶ | پخش زنده شنبه شب | خودش (میزبان/مهمان) | یک قسمت؛ «دریک»    |
| ۲۰۱۹       | سرخوشی           | —                   | تهیه‌کننده اجرایی   |